# 东海岸衔接铁道

东海岸衔接铁道（ECRL，又名东海岸铁路，或简称东铁）是一个计划连接位于马六甲海峡的巴生港口和东海岸经济特区的双线铁路，全长665公里。

## 历史
2016年3月15日，陆路公共交通委员会开始提出此项计划。这项计划将是中华人民共和国在马来西亚的第一个铁路计划。这项计划的蓝图展示会于2017年3月20日向公众展出。
2018年馬來西亞大選實現政黨輪替之後，馬來西亞的希望聯盟政府因為經濟原因加上成本效益，決定搁置该计划項目。于2019年4月，经过马来西亚衔接铁道公司（MRL）与中国交通建设股份有限公司（CCCC）协商后，双方签订了补充协议，决定恢复兴建东铁，将建筑成本从原先的655亿令吉减至440亿令吉。项目缩减了北部路线长度，并修改了南部铁道路线走向，共减少了4个车站。该项目预计于2026年12月完成。截止2020年7月27日，东海岸铁路计划已经支付了大约203.7亿令吉。
2020年馬來西亞发生政治危機，国民联盟重新执政后，2021年该项目又一次更新，南部路线改回第一版的线路走向，北部线路维持第二版的缩减，线路长度最终调整为665公里，造价502亿令吉，完工时间为2027年底。

## 车站
原本计划将有24个车站，经修改路线后，减至20个车站。其中吉兰丹有2个车站、登嘉楼有6个车站、彭亨有7个车站、森美兰有1个车站及雪兰莪有4个车站。这20个车站当中，有14个是客站，5个是客货站，和1个是货站。
1. 巴生港口站（Port Klang）
2. 關稅路站（Jalan Kastam，转乘西海岸铁路线巴生港支线）
3. 雙文丹站（Serendah，转乘西海岸铁路线）
4. 鵝嘜站（Gombak，支线，转乘快捷通格拉那再也綫）
5. 文冬站（Bentong）
6. 淡馬魯站（Temerloh，转乘东海岸铁路线）
7. 马兰站（Maran）
8. 甘孟站（Gambang）
9. 尚城站（Kota SAS）
10. 关丹港站（Kuantan Port City）
11. 遮拉汀站（Cherating）
12. 朱盖站（Chukai）
13. 甘马仕站（Kemasik）
14. 龙运站（Dungun）
15. 彭加兰柏拉岸站（Pengkalan Berangan）
16. 瓜拉登嘉楼站（Kuala Terengganu）
17. 柏邁蘇里站（Bandar Permaisuri）
18. 日底站（Jertih）
19. 巴西富地站（Pasir Puteh）
20. 哥打峇鲁站（Kota Bharu）

## 車輛

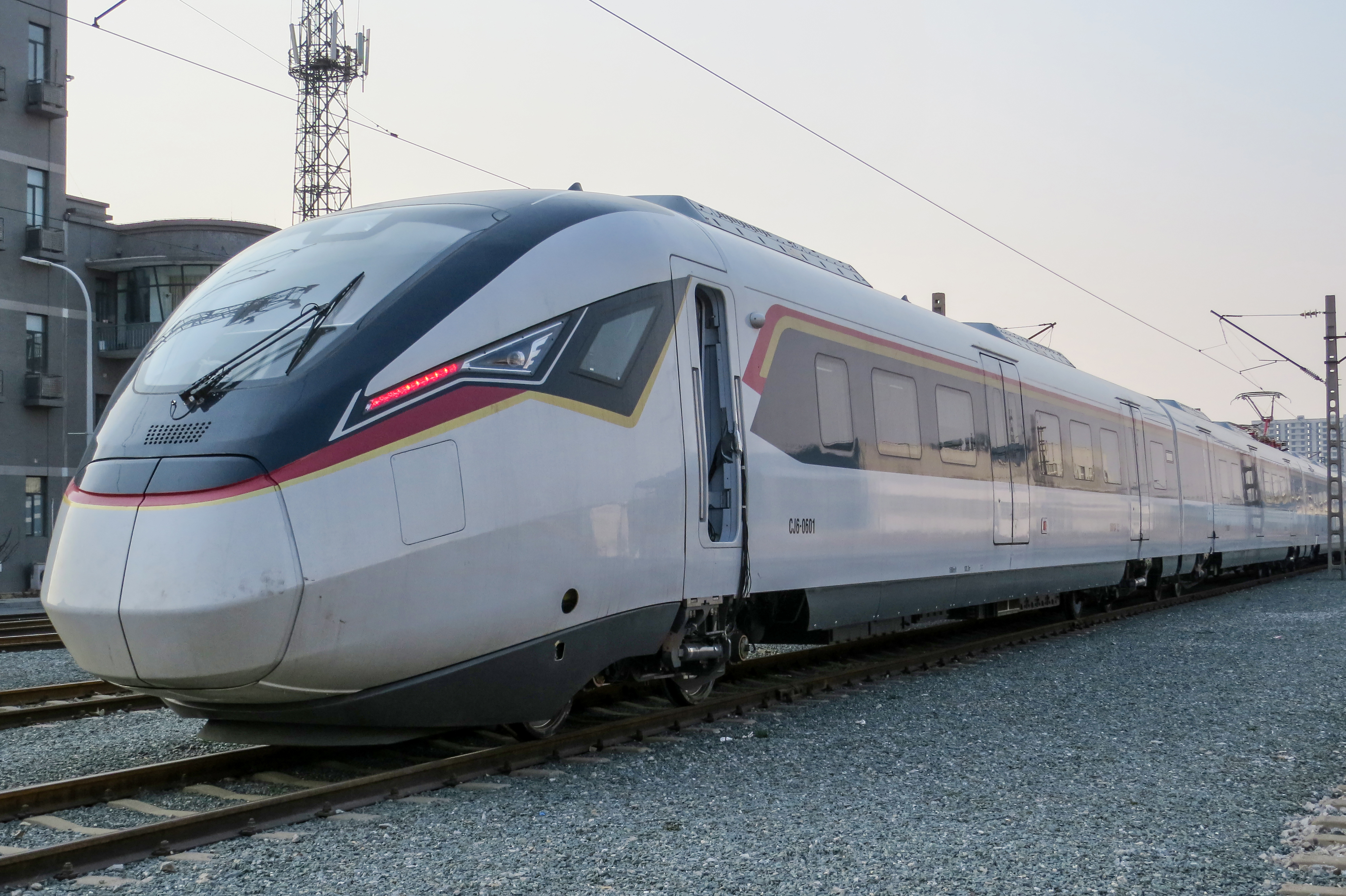
中车株机曾建议使用的CJ6型电力动车组

东海岸衔接铁道的客運服務將原定由11組六編組CJ6型电力动车组運營，但自2020年起，中國交通建設公司的宣傳資料已將使用車輛更改為CR200J動車組，东海岸衔接铁道的客運列车最高時速為160公里/小时。

## 所有权和经营
东铁的所有权属于财政部的MRL公司，而东铁的营运和维护则交由MRL公司和CCCC公司以同等股权成立的合资企业共同负责。东海岸衔接铁道的运营主要是為貨運而設計的，其營運的收入比例預計將有70％來自的貨運和30％的客運收入。